# Кассель Хаскис
«Ка́ссель Ха́скис» (англ. Kassel Huskies — кассельские хаски) — германский хоккейный клуб из города Кассель. Выступал в Немецкой хоккейной лиге (DEL). Клуб прекратил свою деятельность в Немецкой хоккейной лиге (DEL) в 2010 из-за финансовых трудностей. Сейчас команда играет во второй по силе лиге — «DEL2».

## История
В 1977—1987 годах клуб назывался «ЕСГ Кассель» (нем. ESG Kassel), в 1987—1994 годах — «ЕК Кассель» (нем. EC Kassel). С 1994 года команда носит название «Кассель Хаскис».
Выступала в Немецкой хоккейной лиге (DEL) с 1994 года по 2010-й.
Домашние матчи проводит в «Айсшпортхалле Кассель» (Кассель, земля Гессен).
Цвета клуба — синий, белый.

## Достижения
- Вице-чемпион Германии — 1997
- Плей-офф полуфинал в чемпионате Германии — 2000, 2001, 2002
- Финалист Кубка Германии — 2004
- Чемпион Германии среди молодёжи — 2004